# Flynn Allen
Flynn Allen (Londra, 5 marzo 2003) è un attore britannico.

## Biografia
Flynn Allen è nato il 5 marzo 2003 a Londra.
Ha esordito come attore nel 2010 nel cortometraggio The Theory. Nel 2012 ha recitato nel suo primo lungometraggio, The Eschatrilogy: Book of the Dead, diretto da Damian Morter. Dopo aver recitato in numerosi altri cortometraggi, nel 2015 ha recitato nel film horror Robert, ispirato alla storia di Robert la Bambola. Altri film da lui interpretati sono 7 giorni a Entebbe (2018), The Last Boy (2019) e A Suburban Fairytale (2021).

## Filmografia

### Attore

#### Cinema
- The Theory, regia di Eva-Marie Elg - cortometraggio (2010)
- Seed of Love, regia di Solon Houliaras - cortometraggio (2010)
- The Eschatrilogy: Book of the Dead, regia di Damian Morter (2012)
- Real Life Superhero, regia di Glenn Bunn - cortometraggio (2012)
- Night in a Hotel, regia di Daniel Kontur - cortometraggio (2012)
- Incandescent Noise, regia di Tom Swash - cortometraggio (2012)
- Anathema, regia di Asim Abbasi - cortometraggio (2012)
- Scar Tissue, regia di Scott Michell (2013)
- Three Seconds, regia di Pietro Malegori - cortometraggio (2013)
- The Soul Proprietor, regia di Celeste Bronfman-Nadas - cortometraggio (2014)
- The Mirrors of the Sun, regia di T.J. Eschgfaller - cortometraggio (2014)
- Congo Faith Healers: Dragons Disporting Pearls, regia di Lisa Downs - cortometraggio (2014) Uscito in home video
- Looking for Albert, regia di George Tanu - cortometraggio (2015)
- Offside, regia di Jimmy Dean - cortometraggio (2015)
- Robert, regia di Andrew Jones (2015)
- A Fistful of Candy, regia di Ali Hughes - cortometraggio (2016)
- House of Salem, regia di James Crow (2016)
- Reading Lindsay Keegan's Diary, regia di Tom Hawgood - cortometraggio (2017)
- 7 giorni a Entebbe (Entebbe), regia di José Padilha (2018)
- The Last Boy, regia di Perry Bhandal (2019)
- A Suburban Fairytale, regia di James Crow (2021)

#### Televisione
- Any Human Heart, regia di Michael Samuels – miniserie TV, 1 episodio (2010)
- TEOTFW, regia di Jonathan Entwistle - cortometraggio (2014)
- Guilt – serie TV, 1 episodio (2016)

### Doppiatore
- Tigre og tatoveringer, regia di Karla von Bengtson - cortometraggio (2010) Versione inglese del 2014

## Riconoscimenti
- 2017 – Wild Bunch Film Festival[3]
  - Nomination Miglior attore bambino per A Fistful of Candy